# Marcelo Michel Leaño
Marcelo Michel Leaño (ur. 14 lutego 1987 w Guadalajarze) – meksykański trener piłkarski.
Michel Leaño nigdy nie był profesjonalnym piłkarzem, jednak od młodego wieku był związany z piłką nożną. Przez dziesięć lat pracował w pionie organizacyjnym dwóch pierwszoligowych klubów z Guadalajary – najpierw w Estudiantes Tecos (2002–2011), a następnie w Chivas de Guadalajara (2012–2013).
Równocześnie rozpoczął przygotowania do pracy w roli trenera piłkarskiego, otrzymując staranne teoretyczne wykształcenie w tym zawodzie. Jest uczniem argentyńskiego szkoleniowca Césara Luisa Menottiego i naśladowcą jego filozofii trenerskiej. Początkowo był trenerem drugoligowych meksykańskich klubów Venados FC, Deportivo Tepic i CA Zacatepec. Z ostatnią z tych drużyn sensacyjnie dotarł do półfinału pucharu Meksyku. Następnie objął pierwszoligowy Club Necaxa, zostając najmłodszym trenerem w historii ligi meksykańskiej. Z Necaxą wywalczył superpuchar Meksyku.

## Początki
Michel Leaño pochodzi z Guadalajary, jest synem Alejandro Michela i Patricii Leaño. 
Pochodzi z lokalnej, wpływowej rodziny Leaño, której protoplasta Antonio Leaño Álvarez del Castillo w 1935 roku założył uczelnię Universidad Autónoma de Guadalajara (UAG) – pierwszy prywatny uniwersytet w Meksyku. Jego wuj Juan Antonio Leaño jest rektorem uczelni UAG, kuzyn Juan Carlos Leaño był natomiast wieloletnim piłkarzem stowarzyszonego z UAG klubu Estudiantes Tecos. Jego inny krewny Eduardo Leaño działa w branży nieruchomości i jest właścicielem centrum handlowego Andares w Zapopan, w aglomeracji Guadalajary. Z kolei Juan José Leaño był w latach 1994–1998 prezesem Meksykańskiego Związki Piłki Nożnej. Do rodziny Leaño należy uniwersytet UAG, ponadto byli właścicielami m.in. klubu piłkarskiego Estudiantes Tecos i gazety Ocho Columnas wydawanej w latach 1978–2011 w Guadalajarze.
Michel Leaño uczęszczał do prestiżowej szkoły Instituto Cumbres San Javier w Guadalajarze.

## Kariera dyrektorska

### Estudiantes Tecos
Mimo zafascynowania futbolem od najmłodszych lat, Michel Leaño nigdy nie był profesjonalnym piłkarzem. W wieku szesnastu lat został osobą odpowiadającą za zaopatrzenie w sprzęt piłkarzy (utilero) w zarządzanym przez jego rodzinę pierwszoligowym klubie Estudiantes Tecos. W latach 2002–2011 pracował w Tecos na stanowisku dyrektora ds. operacji sportowych.
W latach 2009–2012 był ponadto dyrektorem operacyjnym przedsiębiorstwa Inmobiliaria 180º zajmującego się sprzedażą nieruchomości. Pełnił rolę prezesa biznesowego stowarzyszenia młodzieżowego Jóvenes Empresarios del Centro Empresarial de Jalisco.

### Guadalajara
W lutym 2012 biznesmen Jorge Vergara – właściciel meksykańskiego potentata Chivas de Guadalajara – ogłosił nawiązanie współpracy klubu z legendarnym piłkarzem i trenerem Johanem Cruyffem, który został zatrudniony na stanowisku koordynatora. Przyjście Cruyffa odbiło się wielkim echem w krajowych mediach, sam Vergara skomentował sytuację w następujący sposób:

Tym ruchem pieczętujemy znak futbolu totalnego, który pozwoli nam być drużyną taką jak najlepsza na świecie FC Barcelona. Przybycie Cruyffa to ogromna szansa dla nas i całego Meksyku. To tak jakby posiadać na własność papieża albo zdobyć nagrodę Nobla.

Pomysłodawcą zatrudnienia Cruyffa był właśnie Michel Leaño, który skontaktował się z Joanem Patsy – reprezentantem Cruyffa stacjonującym w Barcelonie. Następnie przekonał Vergarę (prywatnie był znajomym biznesmena oraz jego żony Angéliki Fuentes) do rozpoczęcia współpracy z Holendrem. Wraz z przyjściem Cruyffa miała miejsca nadzorowana przez niego, zakrojona na szeroką skalę reorganizacja pionu organizacyjnego i sportowego klubu oraz wdrożenie nowej metodologii organizacyjnej. Dyrektorem nowego projektu został Todd Beane – prezes Johan Cruyff Institute, trenerem Chivas został zaś Holender John van ’t Schip. Michel Leaño przez pierwsze miesiące był w ramach nowego projektu pośrednikiem między Vergarą a Cruyffem, zaś w maju 2012 objął stanowisko koordynatora sportowego i administracyjnego klubu (zastąpił w tej roli Mariano Varelę). Jego kompetencje obejmowały praktycznie wszystkie kwestie związane z zarządzaniem pionem sportowym, w tym działania na rynku transferowym.
W grudniu 2012 Vergara zakończył współpracę z Cruyffem, argumentując swoją decyzję „niezrealizowaniem założonych celów”. Tydzień później Michel Leaño został przeniesiony na stanowisko dyrektora sportowego klubu. Od tamtego czasu holenderski projekt zaczął być jednak stopniowo wygaszany – jeszcze w tym samym miesiącu prezesem ds. sportowych Chivas został Dennis te Kloese, który w praktyce przejął większość kompetencji Michela Leaño i odsunął go od podejmowania kluczowych dla klubu decyzji. W marcu 2013 Michel Leaño opuścił klub – jako powód dymisji podano „powody osobiste”. Prasa uznała jego odejście jako „łatwe do przewidzenia”, gdyż był on ostatnią jeszcze trwającą na stanowisku osobą z zaciągu Cruyffa; uznano je również za symboliczny koniec koncepcji holenderskiej.
Podczas swojej dziesięciomiesięcznej kadencji Michel Leaño ściągnął do klubu graczy takich jak Rafael Márquez Lugo, Luis Ernesto Pérez, Sergio Pérez, Adrián Cortés i Miguel Sabah. Stał również za zatrudnieniem w satelickiej, amerykańskiej drużynie Chivas USA trenera José Luisa Sáncheza Soli. Zespół Chivas osiągał natomiast przeciętne wyniki na arenie krajowej (ósme miejsce w tabeli), zaś z kontynentalnych rozgrywek Ligi Mistrzów CONCACAF odpadł już w fazie grupowej, sensacyjnie okazując się gorszym od gwatemalskiego Xelajú MC.

## Kariera trenerska
Już jako nastolatek Michel Leaño postanowił zostać trenerem piłkarskim, mimo braku boiskowego doświadczenia. Podczas swojej pracy na stanowisku dyrektorskim w Estudiantes Tecos miał okazję oglądać z bliska pracę wielu szkoleniowców pierwszego zespołu, takich jak Miguel Herrera, Jaime Ordiales czy José Luis Sánchez Solá. Często brał udział w treningach drużyny, notując swoje obserwacje dotyczące pracy trenerów i prowadząc z nimi rozmowy na temat metodologii pracy szkoleniowej. 
Największe piętno odcisnęła na nim jednak współpraca z legendarnym argentyńskim trenerem i filozofem piłki nożnej Césarem Luisem Menottim. Były selekcjoner reprezentacji Argentyny, z którą w 1978 roku zdobył mistrzostwo świata, pełnił rolę szkoleniowca Tecos od września 2007 do stycznia 2008. Dwudziestoletni wówczas Michel Leaño został oddelegowany przez prezesa klubu Juana Antonio Leaño (prywatnie swojego wuja) do opieki nad Menottim podczas jego pobytu w Guadalajarze. Podczas wielu rozmów z Argentyńczykiem przesiąknął jego filozofią futbolu (nazywaną „Menottismo”), a relacja z Menottim ukształtowała jego pogląd na pracę trenera i piłkę nożną.
Pierwsze kroki w zawodzie szkoleniowca Michel Leaño stawiał jako trener szkolnej drużyny w placówce Instituto Cumbres San Javier (do której sam wcześniej uczęszczał). Prowadził ją przez sześć lat, a w 2011 roku wziął z nią udział w międzyszkolnym turnieju w Holandii. Rozpoczął również proces kształcenia się w kierunku wykonywania zawodu trenera. Studiował na Johan Cruyff Institute, w 2014 roku otrzymał natomiast dyplom trenerski argentyńskiej federacji szkoleniowców – Asociación de Técnicos de Futbolistas Argentinos (ATFA). Robił również kurs trenerski na hiszpańskiej uczelni Universidad Católica San Antonio de Murcia (UCAM). Brał udział w licznych seminariach trenerskich w Meksyku i Europie, wydał pięć publikacji na temat szkolenia piłkarskiego (trzy w Hiszpanii, po jednej w Niemczech i Anglii).

### Venados

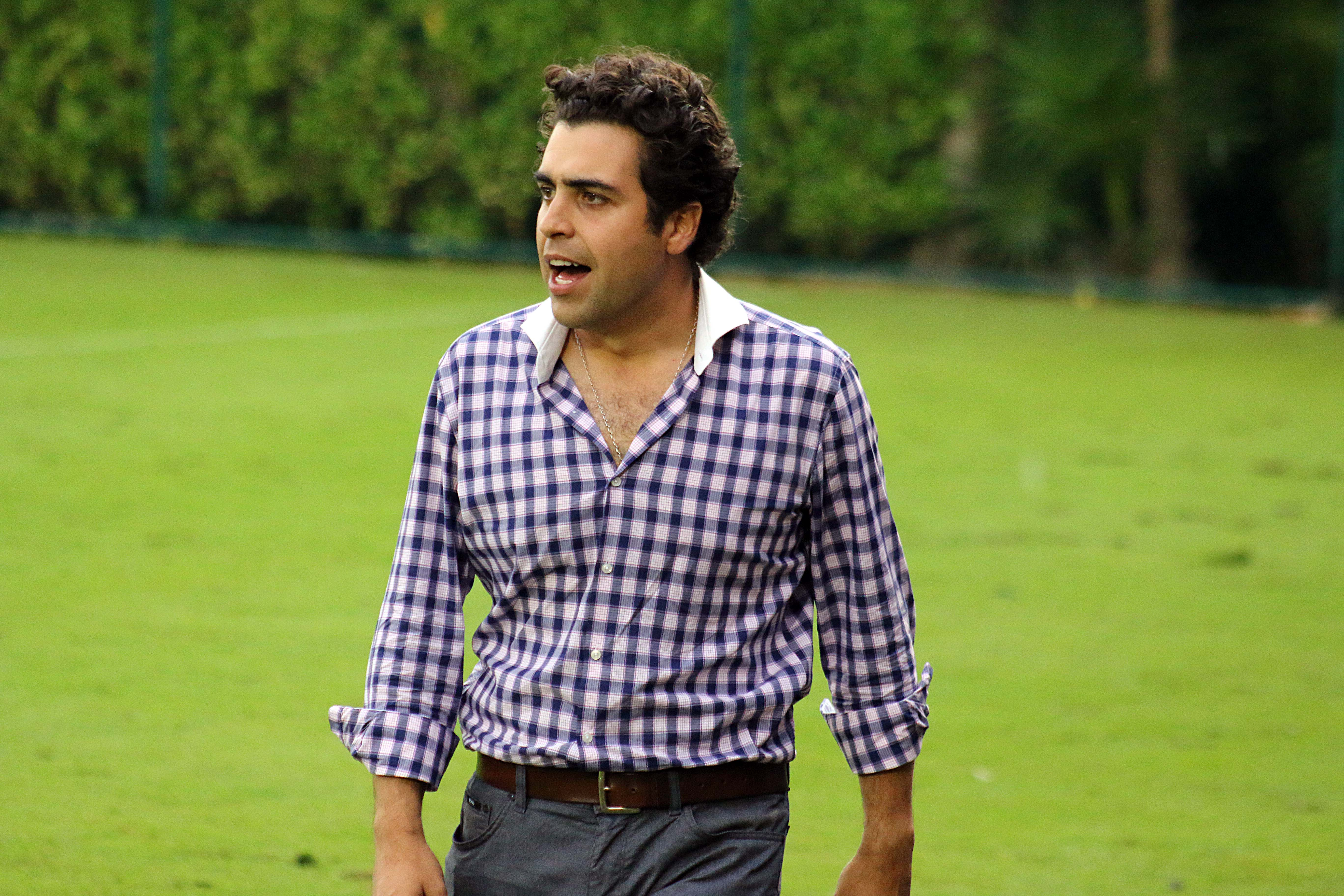
Michel Leaño jako trener Venados

Pod koniec listopada 2015 Michel Leaño rozpoczął profesjonalną karierę trenerską, kiedy to został ogłoszony nowym szkoleniowcem drugoligowego zespołu Venados FC. Wcześniej przez pewien czas był doradcą właściciela i prezesa tego klubu, Rodolfo Rosasa. Oficjalna prezentacja nowego trenera miała miejsce kilka dni później, w skład jego sztabu szkoleniowego weszli asystenci Daniel Rossello, Gerardo Cedano i Alfredo Jáuregui oraz trener przygotowania fizycznego Fernando Signorini. W wieku dwudziestu ośmiu lat był najmłodszym wówczas trenerem na szczeblu drugoligowym. 
Po słabym ostatnim sezonie (trzynaste miejsce w tabeli) skład zespołu został gruntownie zmieniony – przed wiosennymi rozgrywkami Clausura 2016 z klubu odeszło dziesięciu zawodników, zaś przyszło szesnastu nowych graczy. Po serii zmian kadrowych Venados przystąpili do nowego sezonu ze stosunkowo młodą drużyną.
W roli trenera Michel Leaño zadebiutował 8 stycznia 2016 w wyjazdowym spotkaniu drugiej ligi z Mineros (1:1). W dniu 20 stycznia w rozgrywkach krajowego pucharu jego ekipa niespodziewanie pokonała na swoim boisku pierwszoligowy Cruz Azul (2:1), uznawany za faworyta meczu. Na koniec rozgrywek gracze Venados zajęli dziewiąte miejsce w tabeli, nie kwalifikując się do decydującej o awansie fazy play-off. Podopieczni Michela Leaño notowali udane występy na własnym boisku (siedem zwycięstw w dziesięciu meczach), lecz znacznie słabiej spisywali się na wyjazdach (dwa zwycięstwa w jedenastu meczach). Eksperci zwracali uwagę na brak równowagi w grze zespołu, lecz z drugiej strony usprawiedliwiali przeciętne wyniki brakiem graczy mogących wnieść wysoką jakość do drużyny i niedoświadczeniem większości zawodników. Prezes klubu Rodolfo Rosas określił sezon jako stojący pod znakiem nauki i zdobywania doświadczenia przez drużynę.
Przed kolejnym sezonem zarząd postawił przed zespołem cel w postaci awansu do fazy play-off i w dalszej perspektywie walki o tytuł. Ekipa Venados zanotowała jednak bardzo słaby start – w pierwszych pięciu meczach notując remis i cztery porażki (strzeliła w nich tylko jednego gola i straciła aż dziesięć). Podczas domowych spotkań kibice głośno domagali się odejścia szkoleniowca. W dniu 6 sierpnia 2016, po ligowym remisie z Zacatepec (0:0), Michel Leaño za sprawą serii słabych wyników został zwolniony ze stanowiska, zostawiając ekipę na ostatnim miejscu w tabeli.

### Tepic
W listopadzie 2016 Michel Leaño został trenerem drugoligowego Deportivo Tepic. Pięć dni wcześniej całościowym posiadaczem klubu został Jorge Vergara, który wykupił pozostałe akcje spółki od władz stanu Nayarit. Jedną z jego pierwszych decyzji było właśnie zatrudnienie Michela Leaño na stanowisku szkoleniowca; obydwoje znali się już z czasów współpracy w Chivas de Guadalajara. 
Już od kilku lat drużyna Tepic ściśle współpracowała z Chivas w kwestiach strategicznych, sportowych i organizacyjnych, będąc filią potentata z Guadalajary. Ponad połowę składu Tepic stanowili młodzi gracze wypożyczeni z Chivas. Trener pierwszej drużyny Matías Almeyda regularnie monitorował postępy zawodników ogrywających się w Tepic. Członkami sztabu trenerskiego Michela Leaño w nowym zespole zostali Alfredo Jáuregui i Giancarlo Salazar jako asystenci, Alejandro Arredondo jako trener bramkarzy i Fernando Signorini w roli trenera przygotowania fizycznego.
Michel Leaño zadebiutował jako trener Tepic w dniu 7 stycznia 2017 w wyjazdowym meczu z Cafetaleros (2:1). Niecały miesiąc później odniósł głośne zwycięstwa w rozgrywkach krajowego pucharu z ekipami pierwszoligowymi – 24 stycznia na wyjeździe z Santosem Laguna (2:1) i przede wszystkim 1 lutego u siebie z krajowym potentatem Américą (3:2). W spotkaniach tych był chwalony przez media za dobre przygotowanie swojej drużyny pod względem taktycznym. Ekipa Tepic świetnie rozpoczęła ligowe rozgrywki (cztery zwycięstwa w pięciu meczach), przez początkowe kolejki plasując się na czele tabeli. Później nastąpiła jednak seria słabszych wyników; ostatecznie na koniec wiosennego sezonu Clausura 2017 drużyna zajęła dziewiąte miejsce w tabeli, najwyższe niepremiowane awansem do fazy play-off. Po zakończeniu rozgrywek klub został rozwiązany; przeniesiono go do miasta Zacatepec de Hidalgo i na jego licencji stworzono nową drużynę – CA Zacatepec.

### Zacatepec

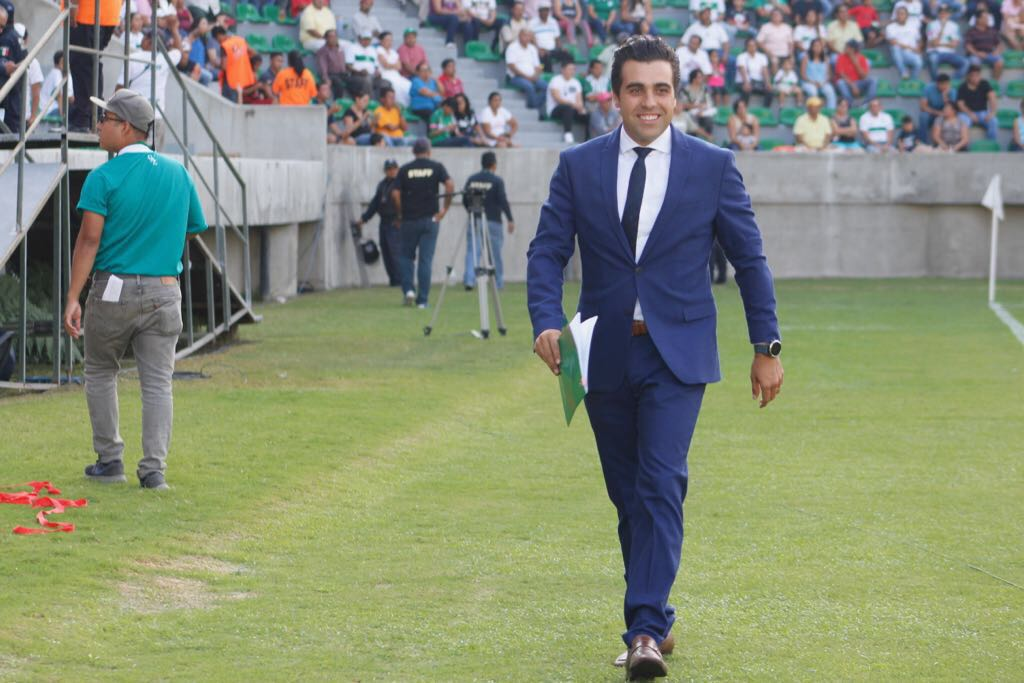
Michel Leaño jako trener Zacatepec

Po przeobrażaniu się Deportivo Tepic w CA Zacatepec, Michel Leaño pozostał na stanowisku trenera drużyny. Klub pozostał zarządzany przez Jorge Vergarę i José Luisa Higuerę, dyrektora generalnego spółki Grupo Omnilife-Chivas. Przed rozpoczęciem sezonu władze rozgrywek nie umieściły Zacatepec na liście sześciu (z szesnastu) drugoligowych drużyn uprawnionych do awansu do najwyższej klasy rozgrywkowej. Oznaczało to, iż nawet gdyby drużyna wywalczyła awans do pierwszej ligi, klub nie spełniłby wymogów licencyjnych i nie mógłby występować na najwyższym szczeblu, a w zamian za zwycięstwo w Final de Ascenso otrzymałby wyłącznie nagrodę pieniężną w wysokości 120 milionów pesos (około 6 milionów dolarów).
Michel Leaño zadebiutował w roli szkoleniowca Zacatepec w dniu 22 lipca 2017 wyjazdowym meczem ligowym z Tampico (0:0). 10 sierpnia jego podopieczni odnieśli domowe zwycięstwo w fazie grupowej krajowego pucharu nad gigantem meksykańskiego futbolu Tigres UANL (2:1). W dniu 13 września odbył się rewanż grupowego spotkania z Tigres, w którym gracze drugoligowego Zacatepec sprawili ogromną sensację, wygrywając 3:1 na Estadio Universitario. W zespole rywali (który zresztą dwa miesiące później wywalczył mistrzostwo Meksyku) wystąpili wówczas gracze tacy jak André-Pierre Gignac, Eduardo Vargas, Timothée Kolodziejczak, Ismael Sosa, Javier Aquino czy Nahuel Guzmán. Zwycięstwo Zacatepec oznaczało wyeliminowanie Tigres z rozgrywek Copa MX, zaś sam Michel Leaño na konferencji po meczu skomentował triumf następująco:

To epickie wydarzenie – powiedziałbym, że dzisiaj Dawid pokonał Goliata. Moja drużyna podeszła do spotkania z dużą pokorą, zagrała swój mecz i pokazała, że klasa piłkarska drzemie w każdym z naszych graczy, a jedyne granice wyznaczamy sobie tylko my sami. Stawiliśmy czoła bardzo trudnemu zespołowi, znaliśmy wagę podjętego przez nas ryzyka i zaatakowaliśmy rywala od samego początku. Zaprezentowaliśmy dzisiaj swoją siłę, uśmiechnęło się do nas również szczęście, którego brakowało nam w ostatnich meczach i pomogło nam w odniesieniu triumfu.

Jego drużyna awansowała tym samym do 1/8 finału krajowego pucharu, lecz tam znacząco uległa pierwszoligowej Pachuce (0:5).

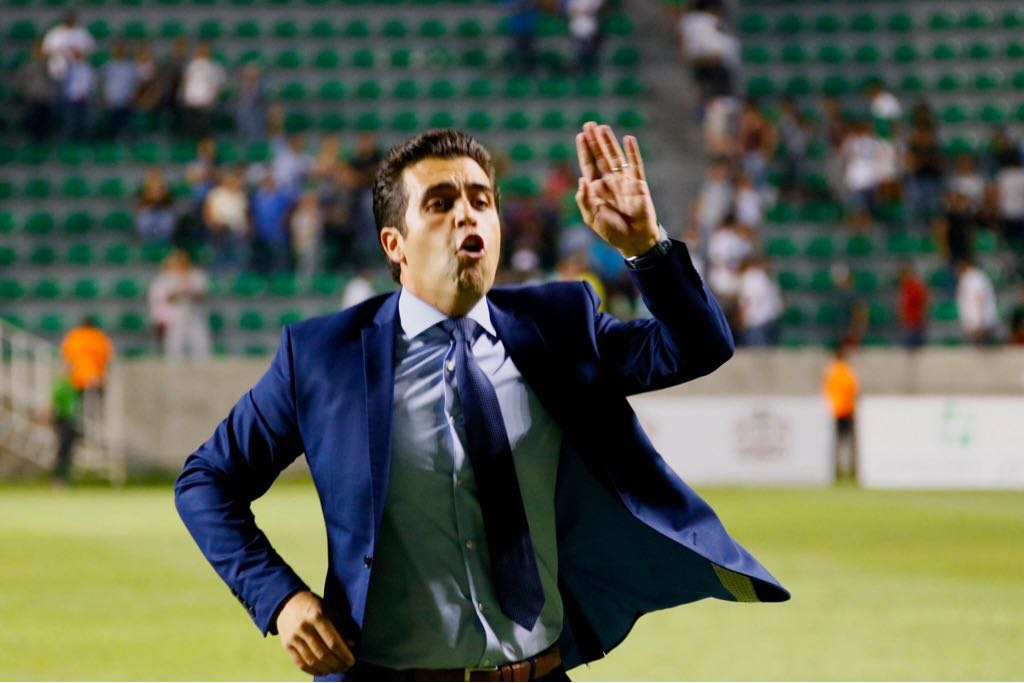
Michel Leaño jako trener Zacatepec

W rozgrywkach ligowych wyniki ekipy również okazały się pozytywnym zaskoczeniem – gracze Zacatepec na koniec jesiennego sezonu Apertura 2017 zajęli czwarte miejsce w tabeli. Drużyna Michela Leaño dysponowała drugą najlepszą defensywą w lidze (0,8 straconego gola na mecz), zanotowała tylko trzy porażki. Mimo przystępowania do decydującej fazy play-off w roli faworyta, odpadła z niej jednak już w ćwierćfinale po porażce z późniejszym triumfatorem – Alebrijes (1:0, 0:3).
Przed wiosennym sezonem Clausura 2018 drużyna Zacatepec została wzmocniona głównie kolejnymi młodymi piłkarzami wypożyczonymi z Chivas. Na koniec rozgrywek podopieczni Michela Leaño powtórzyli swój wynik sprzed pół roku i ponownie zajęli czwartą lokatę w drugoligowej tabeli. Identycznie jak uprzednio odpadli również z fazy play-off w ćwierćfinale, ulegając Alebrijes (1:1, 0:1). Świetny występ Zacatepec zanotowało natomiast w Copa MX. Po awansie do fazy pucharowej drużyna sensacyjnie wyeliminowała z krajowego pucharu dwóch pierwszoligowców, w obu przypadkach po serii rzutów karnych – w 1/8 finału Pachucę (1:1, 5:3 k), a w ćwierćfinale León (1:1, 7:6 k). Dopiero w półfinale ulegli po serii rzutów karnych Toluce (1:1, 3:4 k). Ogółem Michel Leaño był trenerem Zacatepec przez rok, notując bardzo dobre wyniki.

### Necaxa
W maju 2018 Michel Leaño podjął debiutancką pracę w pierwszej lidze, obejmując aspirującą do ligowej czołówki drużynę Club Necaxa. Na stanowisku trenera ówczesnego zdobywcy pucharu Meksyku zastąpił Ignacio Ambríza. Podpisał roczny kontrakt z opcją przedłużenia. W wieku trzydziestu jeden lat został najmłodszym trenerem w historii ligi meksykańskiej. W skład jego sztabu szkoleniowego weszli Martín Salcedo, Alfredo Jáuregui i Héctor Quintero. Podczas prezentacji na konferencji prasowej Michel Leaño zadeklarował włączenie się do walki o mistrzostwo kraju:

Necaxa musi znowu stać się epokową drużyną i by tego dokonać musimy zdobyć mistrzostwo – będziemy walczyć o tytuł. Zakwalifikowanie się do Liguilli [ligowej fazy play-off – przyp. red.] byłoby zbyt mało ambitnym celem, musimy celować w mistrzostwo, a potem zobaczymy jak daleko udało nam się zajść. Naszym celem jest przywrócenie wielkości klubowi.

Drużyna Necaxy w poprzednich trzech sezonach notowała przeciętne wyniki w rozgrywkach – ani razu nie zakwalifikowała się do fazy play-off i zajmowała kolejno dwunaste, dziewiąte i jedenaste miejsce w tabeli ligowej, uznawane przez kibiców i zarząd za niesatysfakcjonujące. Przed jesiennymi rozgrywkami Apertura 2018 zespół stracił swoje kluczowe ogniwa na rzecz mocniejszych meksykańskich klubów. Sprzedani zostali między innymi kapitan ekipy i najlepszy bramkarz ligi – Argentyńczyk Marcelo Barovero, najlepszy strzelec zespołu – Paragwajczyk Carlos González, czołowy młody skrzydłowy rozgrywek Roberto Alvarado czy tworzący dotychczas duet środkowych obrońców Mario de Luna i Chilijczyk Igor Lichnovsky. 
W ich miejsce ściągnięto zza granicy za łączną sumę około czterech milionów dolarów napastników Briana Fernándeza i Facundo Castro, ekipę wzmocniono także bramkarzem Hugo Gonzálezem oraz kilkoma piłkarzami z drugiej ligi i młodymi zawodnikami wypożyczonymi z większych klubów meksykańskich. Zarząd podjął również ryzyko sprowadzenia byłego piłkarza reprezentacji i gwiazdę ligi sprzed kilku lat – pomocnika Carlosa Peñę, zmagającego się wówczas z alkoholizmem (przed rozpoczęciem okresu przygotowawczego wziął udział w terapii uzależnień). Zespół przystąpił do rozgrywek z dość młodą kadrą.
Debiutem Michela Leaño jako trenera Necaxy był rozegrany 15 lipca 2018 mecz o Supercopa MX z Monterrey (1:0). Jego podopieczni pokonali wówczas na StubHub Center faworyzowanego rywala i zdobyli superpuchar Meksyku, przez niemal całe spotkanie kontrolując grę i zmuszając przeciwnika do bardziej defensywnej gry. Siedem dni później drużyna udanie zainaugurowała rozgrywki ligowe, wygrywając u siebie z krajowym gigantem Américą (2:1), a ogółem w pierwszych sześciu meczach za kadencji Michela Leaño zespół odniósł we wszystkich rozgrywkach pięć zwycięstw. Gra ofensywna Necaxy opierała się głównie na dwóch Chilijczykach – rozgrywającym Matíasie Fernándezie (byłym piłkarzu m.in. Villarrealu i Milanu), którego Michel Leaño nazwał „mózgiem i sercem zespołu” oraz młodym napastniku Víctorze Dávili (w pierwszych dziewięciu kolejkach zanotował pięć goli i dwie asysty).
Następnie zespół popadł jednak w serię coraz słabszych wyników – w kolejnych trzynastu meczach zanotował dwa zwycięstwa, trzy remisy i aż osiem porażek. Ekipa odpadła po ćwierćfinale z Leónem (0:2) z krajowego pucharu, zaś w lidze plasowała się w dolnych rejonach tabeli, szczególnie kiepsko spisując się na wyjeździe (pięć porażek w sześciu ligowych meczach). Jedynym jaśniejszym rezultatem Necaxy była domowa wygrana 15 września z ligowym potentatem Cruz Azul (2:0), oznaczająca koniec długiej passy bez porażki stołecznego zespołu. W kolejnych pięciu meczach podopieczni Michela Leaño nie wygrali jednak ani razu (strzelili tylko dwa gole), co w październiku poskutkowało zwolnieniem szkoleniowca ze stanowiska. Zostawił ekipę na piętnastym miejscu w tabeli – Necaxę przejął po nim tymczasowo Jorge Martínez.

## Statystyki kariery
| Venados   | 2015–2016 | Meksyk | Ascenso MX | 15 | 5  | 5  | 5  | 44% | 6  | 4  | 0 | 2  | 67% | — | — | — | — | — | — | 21  | 9  | 5  | 7  | 51% |
| Venados   | 2016–2017 | Meksyk | Ascenso MX | 4  | 0  | 1  | 3  | 8%  | 1  | 0  | 0 | 1  | 0%  | — | — | — | — | — | — | 5   | 0  | 1  | 4  | 7%  |
| Tepic     | 2016–2017 | Meksyk | Ascenso MX | 17 | 7  | 5  | 5  | 51% | 4  | 2  | 0 | 2  | 50% | — | — | — | — | — | — | 21  | 9  | 5  | 7  | 51% |
| Zacatepec | 2017–2018 | Meksyk | Ascenso MX | 34 | 13 | 11 | 10 | 49% | 12 | 5  | 4 | 3  | 53% | — | — | — | — | — | — | 46  | 18 | 15 | 13 | 50% |
| Necaxa    | 2018–2019 | Meksyk | Liga MX    | 13 | 3  | 3  | 7  | 31% | 6  | 4  | 0 | 2  | 67% | — | — | — | — | — | — | 19  | 7  | 3  | 9  | 42% |
| Ogółem    | Ogółem    | Ogółem | Ogółem     | 83 | 28 | 25 | 30 | 44% | 29 | 15 | 4 | 10 | 56% | — | — | — | — | — | — | 112 | 43 | 29 | 40 | 47% |

## Sukcesy

### Necaxa
- Zwycięstwo
  - Supercopa MX: 2018

## Życie prywatne
Posługuje się czterema językami – hiszpańskim, angielskim, portugalskim i włoskim. Jest wierzącym katolikiem, należy do organizacji religijnej Regnum Christi.
W dniu 3 czerwca 2017 Michel Leaño wziął ślub z Caroliną Cornejo Pérez. Para była wcześniej przez cztery lata narzeczeństwem; Michel Leaño oświadczył się wybrance podczas koncertu zespołu Coldplay w San Diego. Ceremonia ślubna miała miejsce w kościele San Juan Macías w miejscowości Zapopan.